# Kenneth A. Kitchen
Kenneth Anderson Kitchen (* 1932 in Aberdeen, Schottland; † 6. Februar 2025) war ein britischer Ägyptologe.

## Leben
Kenneth Anderson Kitchen, geboren 1932 in Aberdeen, war einer der führenden Ägyptologen des 20. und frühen 21. Jahrhunderts und ein bedeutender Kenner des Alten Orients sowie der Hebräischen Bibel. Weltweite Anerkennung erlangte er insbesondere durch seine Forschungen zur Ramessidenzeit (19. und 20. Dynastie, 1295–1069 v. Chr.) sowie zur Chronologie der Dritten Zwischenzeit (1070–664 v. Chr.), deren bis heute maßgebliche Rekonstruktion auf ihn zurückgeht.
Kitchen studierte an der University of Liverpool, wo er zeitlebens lehrte und 1974 zum Professor ernannt wurde. Bereits im Kindesalter entwickelte er ein Interesse an Ägyptologie, das durch ein frühes Studium der hebräischen Sprache und Bibellektüre ergänzt wurde. Seine akademische Laufbahn war geprägt von einem außergewöhnlichen sprachlichen Talent: Kitchen beherrschte nahezu alle wichtigen Sprachen des alten Vorderen Orients, darunter Akkadisch, Aramäisch, Hebräisch, Hethitisch, Sumerisch, Ugaritisch, Koptisch, Elamisch, Südarabisch, Phönizisch und Luwisch.
Mit einer außerordentlichen Produktivität veröffentlichte Kitchen ein umfangreiches Werk, das sich über mehr als sechs Jahrzehnte erstreckt. Zu seinen bedeutendsten Werken zählt die monumentale Edition der Ramesside Inscriptions (1969–1990), in deren Vorbereitung er rund 6.000 Seiten Texte eigenhändig kopierte. Daneben publizierte er mehrere Bände südarabischer Inschriften und Beiträge zur altorientalischen Literaturgeschichte. Ein breiteres Publikum erreichte er mit seinen Werken Ancient Orient and Old Testament (1966) sowie On the Reliability of the Old Testament (2003), in denen er die Verlässlichkeit biblischer Texte auf der Grundlage altorientalischer Parallelen verteidigte.
Kitchen war ein disziplinierter und unkonventionell lebender Gelehrter. In seinem von äußerster Einfachheit geprägten Haus in Woolton (Liverpool), das über keine moderne technische Ausstattung verfügte, bewahrte er eine Privatbibliothek von über 20.000 Bänden auf. Trotz seiner asketischen Lebensweise war er in akademischen und kirchlichen Kreisen gleichermaßen präsent, etwa in der Tyndale Fellowship und der Society for Old Testament Study. Seine scharfe Kritik an Teilen der bibelwissenschaftlichen Forschung war berüchtigt, ebenso sein Engagement für eine historisch fundierte Bibelauslegung.
Im Jahr 2011 ehrten ihn Kollegen mit dem Sammelband Ramesside Studies in Honour of K. A. Kitchen (hrsg. von Mark Collier und Steven R. Snape), der 46 Beiträge vereint. Zu seinen letzten größeren Projekten zählte die dreibändige Studie Treaty, Law and Covenant (2012, mit Paul Lawrence), in der er die Entwicklung vorderasiatischer Vertragstypen untersuchte und Rückschlüsse auf das Deuteronomium zog.
Kitchen war nie verheiratet. Er führte ein Leben konsequenter Gelehrsamkeit, das aus tiefer persönlicher Frömmigkeit gespeist war. Als überzeugter Christ verband er seine wissenschaftliche Arbeit mit einem klaren Bekenntnis zum Glauben.

## Schriften (Auswahl)
- Ancient Orient and Old Testament. Tyndale Press, London 1966
  - Alter Orient und Altes Testament. Probleme und ihre Lösungen, Aufklärung und Erläuterung. Aus dem englischen Manuskript übers. von Ilse Fuhr. R. Brockhaus, Wuppertal 1965.
- Ramesside Inscriptions: Historical and Biographical. 8 Bände. Blackwell, Oxford 1969–1990.

1. Ramesses I, Sethos I, and contemporaries. Oxford 1975; Nachdruck: Oxford 1993, ISBN 0-631-18434-1.
2. Ramesses II, Royal Inscriptions. Blackwell, Oxford 1996, ISBN 0-631-18427-9.
3. Ramesses II, His Contemporaries. Blackwell, Oxford 2000, ISBN 0-631-18428-7.
4. Merenptah and the Late Nineteenth Century. Blackwell, Oxford 2003, ISBN 0-631-18429-5.
5. Setnakht, Ramesses III and contemporaries. Blackwell, Oxford 2008, ISBN 978-0-631-18431-7.

- The Bible and its world. The Bible and archaeology today. London 1977; Intervarsity Press, Downers Grove 1980, ISBN 0-87784-797-5.
- Pharao Triumphant. The Life and Times of Ramesses II. Aris & Phillips, Warminster 1982, ISBN 0-85668-215-2.
- The Third Intermediate Period in Egypt. 1100–650 B.C. Aris & Phillips, Warminster 1996, ISBN 0-85668-298-5.
- Poetry of ancient Egypt. Åström, Jonsered 1999, ISBN 91-7081-150-4 (Texte in altägyptisch und englisch).
- On the reliability of the Old Testament. William B. Eerdmans Publishing, 2003, ISBN 0-8028-4960-1
  - Das Alte Testament und der Vordere Orient. Zur historischen Zuverlässigkeit biblischer Geschichte. Brunnen, Gießen / Basel 2008, ISBN 978-3-7655-1424-1; 2., überarb. Aufl. ebd. 2012, ISBN 978-3-7655-1550-7
- mit Paul J. N. Lawrence: Treaty, law and covenant in the Ancient Near East. 3 Bände. Harrassowitz, Wiesbaden 2012, ISBN 978-3-447-06726-3